# Mostki (powiat skarżyski)
Mostki – wieś w Polsce położona w województwie świętokrzyskim, w powiecie skarżyskim, w gminie Suchedniów.
W latach 1975–1998 miejscowość należała administracyjnie do województwa kieleckiego.
| SIMC    | Nazwa              | Rodzaj     |
| ------- | ------------------ | ---------- |
| 0274335 | Dobra Dróża        | przysiółek |
| 0274364 | Kaczka             | przysiółek |
| 0997460 | Leśniczówka Kaczka | przysiółek |
| 0274341 | Rogatka            | przysiółek |
| 0274370 | Stary Stawek       | przysiółek |
| 0274358 | Szelejtów          | przysiółek |

Mostki są punktem początkowym  czarnego szlaku rowerowego prowadzącego do Skarżyska-Kamiennej.
Przez wieś przechodzi  zielony szlak turystyczny ze Skarżyska-Kamiennej na Wykus.
Wierni Kościoła rzymskokatolickiego należą do parafii Zesłania Ducha Świętego w Parszowie.

## Położenie
Wieś Mostki leży w północnej części województwa świętokrzyskiego, w powiecie skarżyskim, gmina Suchedniów. Położona jest nad rzeką Żarnówką, prawym dopływem rzeki Kamiennej, pośród lasów Puszczy Świętokrzyskiej. Przez wieś prowadzi droga Suchedniów – Parszów.

## Historia
Według Słownika geograficznego Królestwa Polskiego z roku 1885, Mostki stanowiły wieś nad rzeką Kaczką w ówczesnym powiecie iłżeckim, gminie Wielka Wieś, parafii Wąchock, odległe 32 wiorsty od miasta powiatowego Iłży.
Według spisu miast, wsi i osad Królestwa Polskiego w roku 1827 była to wieś rządowa z 23 domami i 181 mieszkańcami.
W roku 1885 było tu 46 domów 315 mieszkańców 523 mórg ziemi włość, i 3 morgi rządowe.
Hutnictwo w Mostkach
Wielki piec wzniesiony  był w Mostkach 1759 przez biskupów krakowskich, do których dóbr Mostki należały. Zakłady te wraz z dobrami przeszły do rządu w roku 1815. W 1875 roku wytapiano tu 60 629 pudów surowca.
Wykaz fabryk żelaza w Królestwie Polskim m roku 1823.
Ekonomia suchedniowska / Obwód opatowski:
- Fabryki rządowe: Mostki, Parszów.
- ordynata Zamoyskiego: Kamienna,
- Dobrzanskiego: Kurplas, Kuźnia, Romanów, Rochów. Chmielów[9].

## Zabytki
- pozostałości Zakładów Wielkopiecowych z XVIII – XIX wieku wraz z budynkiem administracyjnym z XIX wieku.
- dziewiętnastowieczny dworek, budynek administracji (zarządu) wielkiego pieca, w latach 1816–1826 był jednym z obiektów pierwszej polskiej wyższej szkoły technicznej pod nazwą – Szkoła Akademiczno-Górnicza. Nauka w szkole była bezpłatna. Uczniom zamiejscowym przydzielano bezpłatne mieszkania. W okresie międzywojennym i powojennym aż do roku 1969 mieściła się tu szkoła powszechna. Dziś zabytkowy „biały dworek” pełni rolę Wiejskiego Domu Kultury, Gościńca i Bazy Aktywności Lokalnej w Mostkach.

## Opis
Dom Kultury w Mostkach ma swą siedzibę w dworku pamiętającym czasy Stanisława Staszica i wielkiej prosperity Staropolskiego Okręgu Przemysłowego. Mostki okala las, a poniżej wzniesienia, na którym usytuowany jest DK, znajduje się zasobny w ryby, spiętrzony zabytkowym jazem, zbiornik wodny (czystej wody) zbudowany na strudze Żarnówce, która przecina kilkukilometrową dolinkę łącząc swe wody z Kamienną.

## Dojazd
Dogodny dojazd drogowy i kolejowy z kierunku Warszawy, Łodzi, Krakowa, Katowic i Ostrowca Świętokrzyskiego.
Dojazd samochodem:

od głównej drogi nr 7 w Suchedniowie należy skręcić w kierunku Starachowic i Ostrowca Świętokrzyskiego ok. 3–4 km. Wiejski Dom Kultury w Mostkach znajduje się po prawej stronie za zalewem na z dala widocznym wzgórzu, otoczony starymi drzewami.
Dojazd PKP:

do Skarżyska Kamiennej, następnie autobusem podmiejskim nr 2 około 15 min. Należy wysiąść „nad zalewem w Mostkach”.